# 2000-km-Rennen von Daytona 1965

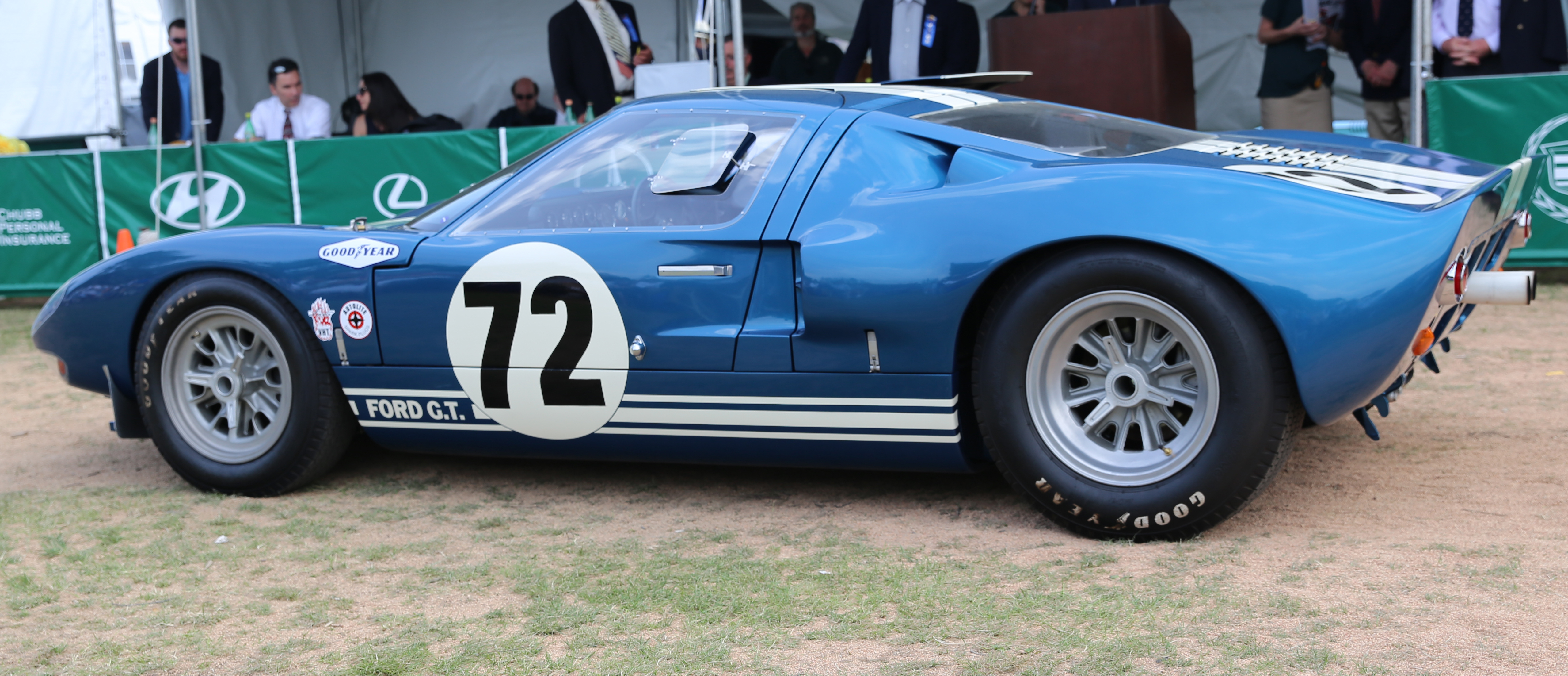
Ford GT40 mit der Originalstartnummer 72. Bob Bondurant und Richie Ginther fuhren diesen Wagen an die dritte Stelle der Gesamtwertung

Das 2000-km-Rennen von Daytona 1965, auch Fourth Annual Daytona Continental (2000-Kilometer Race for Grand Touring, Sports and Prototype Cars), Daytona International Speedway, fand am 28. Februar auf dem Daytona International Speedway statt und war der erste Wertungslauf der Sportwagen-Weltmeisterschaft jenes Jahres.

## Das Rennen
Das 2000-km-Rennen 1965 auf dem Ovalkurs von Daytona hat in der Motorsportgeschichte von Ford eine besondere Bedeutung. Es war der erste Rennsieg für den GT40, der beim 1000-km-Rennen auf dem Nürburgring 1964 sein Renndebüt hatte. Das Rennen wurde über die gesamte Dauer von der Rennmannschaft Shelby American dominiert, dem Rennstall von Carroll Shelby. Der ehemalige Rennfahrer brachte neben zwei GT40 auch sechs Shelby-Cobra-Daytona-Coupés nach Daytona. Zum Desaster wurde das Rennen für Ferrari, da alle vom North American Racing Team eingesetzten Prototypen vorzeitig ausfielen.
Nach einer Fahrzeit von 12:27:09,0 Stunden und 327 gefahrenen Runden siegten Ken Miles und Lloyd Ruby im GT40 mit einem Vorsprung von fünf Runden auf Jo Schlesser, Harold Keck und  Bob Johnson im Shelby-Cobra-Daytona-Coupé.

## Ergebnisse

### Schlussklassement
| 1               | P        | 73 | Shelby American              | Ken Miles Lloyd Ruby                                  | Ford GT40                  | 327 |
| 2               | GT + 3.0 | 13 | Shelby American              | Jo Schlesser Harold Keck Bob Johnson                  | Shelby Cobra Daytona Coupe | 322 |
| 3               | P        | 72 | Shelby American              | Bob Bondurant Richie Ginther                          | Ford GT40                  | 318 |
| 4               | GT + 3.0 | 14 | Shelby American              | Rick Muther John Timanus                              | Shelby Cobra Daytona Coupe | 317 |
| 5               | GT 2.0   | 16 | Charlie Kolb                 | Charlie Kolb Roger Heftler                            | Porsche 904 GTS            | 313 |
| 6               | GT + 3.0 | 11 | Shelby American              | Ed Leslie Allen Grant                                 | Shelby Cobra Daytona Coupe | 312 |
| 7               | GT 3.0   | 23 | Peter Clarke                 | Bob Hurt Peter Clarke Charlie Hayes                   | Ferrari 250 GTO            | 308 |
| 8               | GT 2.0   | 10 | Peter Gregg                  | Peter Gregg George Barber                             | Porsche 904 GTS            | 306 |
| 9               | GT 2.0   | 6  | Jack Ryan                    | Jack Ryan Bill Bencker Ted Tidwell                    | Porsche 904 GTS            | 282 |
| 10              | GT + 3.0 | 36 | Graham Shaw                  | Graham Shaw Dick Thompson                             | Shelby Cobra               | 275 |
| 11              | GT 1.6   | 7  | David McClain                | David McClain Larry Perkins Leland Dieas              | Porsche 356 SC             | 270 |
| 12              | GT + 3.0 | 5  | Imported Motor Car Co        | Don Bolton Art Latta                                  | Sunbeam Tiger              | 251 |
| 13              | GT 1.6   | 15 | Duchess Auto Co.             | Lance Pruyn Newton Davis Peter Pulver                 | Lotus Elan                 | 250 |
| 14              | GT 2.5   | 34 | Cannon Auto Services         | Dana Kelder Ara Dube                                  | Triumph TR3                | 250 |
| 15              | GT 2.0   | 25 | Roger West                   | Roger West Tommy Charles                              | MGB                        | 247 |
| 16              | GT 2.0   | 26 | Dr. David Lane               | David Lane Robert Stoddard                            | Porsche 904 GTS            | 245 |
| 17              | GT 1.6   | 33 | Fred Ashplant                | Fred Ashplant Harry Carter                            | Lotus Elan                 | 245 |
| 18              | GT 1.6   | 2  | Jesse Emerson                | Jesse Emerson John Hood                               | Alfa Romeo Giulia          | 245 |
| 19              | GT 1.6   | 24 | Ike Maxwell                  | Ike Maxwell William Martin                            | Porsche 356B               | 243 |
| 20              | SR       | 48 | Cannon Auto Services         | Charlie Mathis Guido Levetto                          | Alfa Romeo Giulietta SV    | 237 |
| 21              | GT 1.6   | 35 | John Norwood                 | George Frey John Norwood Hans Ziereis                 | Porsche 356 Carrera        | 220 |
| Nicht klassiert |          |    |                              |                                                       |                            |     |
| 22              | P        | 46 | John Norwood                 | Paul Richards Ed Wilson                               | Alpine M63                 |     |
| Ausgefallen     |          |    |                              |                                                       |                            |     |
| 23              | SR       | 44 | All American Racers          | Dan Gurney Jerry Grant                                | Lotus 19J                  | 211 |
| 24              | GT + 3.0 | 12 | Shelby American              | Bob Johnson Tom Payne                                 | Shelby Cobra Daytona Coupe | 150 |
| 25              | P        | 99 | North American Racing Team   | Bob Grossman Walt Hansgen David Piper Pedro Rodríguez | Ferrari 275P               | 130 |
| 26              | P        | 77 | North American Racing Team   | John Surtees Pedro Rodríguez                          | Ferrari 330P2              | 116 |
| 27              | GT 2.0   | 27 | Art Riley                    | Art Riley Nick Cone                                   | Volvo P1800                | 88  |
| 28              | P        | 88 | North American Racing Team   | Walt Hansgen David Piper                              | Ferrari 330P               | 18  |
| 29              | SR       | 47 | Jaguar Cars of Winter Haven  | Dave Hull Bob Kingham                                 | Jaguar E-Type              | 14  |
| 30              | GT 3.0   | 1  | Simeon Shortman              | Simeon Shortman Rajah Rodgers                         | Austin-Healey 3000         |     |
| 31              | GT 1.6   | 3  | Larry Perkins American Parts | Sheldon Dobkin Jack Slottag                           | MGA                        |     |
| 32              | GT + 3.0 | 4  | John Lewis                   | John Lewis Art Huttinger                              | Chevrolet Corvette         |     |
| 33              | GT 1.6   | 17 | George Parsons               | Gene Parsons Jack Harden                              | Lotus Elan                 |     |
| 34              | GT + 3.0 | 19 | Arthur Harrison              | Pete Harrison Lin Coleman                             | Shelby Cobra               |     |
| 34              | GT 2.5   | 20 | Michael Reina                | Michael Reina Don Kearney                             | Triumph TR3                |     |
| 35              | GT 2.5   | 21 | ARCO Inc. Anatoly Arutunoff  | Dick Irish Bill Pryor                                 | Lancia Flaminia Zagato     |     |
| 36              | GT 1.6   | 22 | John Hill                    | John Hill Walt Hane                                   | MGA Twin-Cam               |     |
| 37              | GT + 3.0 | 28 | Kenneth Hablow               | John Bushell Don Yenko                                | Chevrolet Corvette         |     |
| 38              | GT + 3.0 | 30 | Plymouth Div. Chrysler Corp  | Scott Harvey Peter Hutchinson                         | Plymouth Belvedere         |     |
| 39              | SR       | 37 | Carl Lindell                 | Don Sesslar Chuck Cassel                              | Porsche 718 RS 61          |     |
| 40              | SR       | 42 | Mark VIII Racing             | Hamilton Vose Roger McCluskey                         | Maserati Tipo 64           |     |
| 41              | P        | 71 | Howe Sound Co.               | Skip Scott Charlie Hayes                              | Ford Mustang II            |     |
| 42              | P        | 87 | Harley Cunningham            | Buck Baker Bob Tullius                                | Ford Cortina Lotus         |     |
| Nicht gestartet |          |    |                              |                                                       |                            |     |
| 43              | GT + 3.0 | 0  | Duval Chevrolet Ltd.         | Grant Clark Dan Shaw Dave Greenblatt                  | Chevrolet Corvette         | 1   |
| 44              | GT + 3.0 | 8  | Richard Robson               | Richard Robson Art Baggely                            | Jaguar E-Type              | 2   |
| 45              | GT + 3.0 | 9  | John Addison                 | Fred Salvo Richard Brown                              | Chevrolet Corvette         | 3   |
| 46              | GT 2.0   | 18 | Art Swanson                  | Art Swanson Robert Ennis                              | Abarth-Simca 2000 GT       | 4   |
| 47              | SR       | 41 | Rolf Soltan                  | Rolf Soltan Everett Lewis                             | Porsche 356 Carrera        | 5   |
| 48              | SR       | 45 | Robert Amey                  | Chuck Dietrich Dave Dours                             | Elva Courier               | 6   |

1 nicht gestartet
2 nicht gestartet
3 nicht gestartet
4 nicht gestartet
5 nicht gestartet
6  nicht gestartet

### Nur in der Meldeliste
Hier finden sich Teams, Fahrer und Fahrzeuge die ursprünglich für das Rennen gemeldet waren, aber aus den unterschiedlichsten Gründen daran nicht teilnahmen.
| Pos. | Klasse | Nr. | Team                       | Fahrer                                | Chassis           |
| ---- | ------ | --- | -------------------------- | ------------------------------------- | ----------------- |
| 49   | GT 1.6 | 23  | Eduardo Dibós Chappuis     | Eduardo Dibós Chappuis Miguel Navarro | Alfa Romeo Giulia |
| 50   | GT 2.0 | 31  | Porsche Engineering System | Herbert Linge Ben Pon                 | Porsche 904 GTS   |
| 51   | GT 2.0 | 32  | Porsche Engineering System | Don Webster Joe Buzzetta              | Porsche 904 GTS   |
| 52   | SR     | 39  | Duchess Auto Inc.          | Anson Johnson Newton Davis            | Lotus 30          |
| 53   | SR     | 43  | Jerry Crawford             | Jerry Crawford Shelby Walker          | Lotus 30          |

### Klassensieger
| Klasse   | Fahrer         | Fahrer        | Fahrer        | Fahrzeug                   | Platzierung im Gesamtklassement |
| -------- | -------------- | ------------- | ------------- | -------------------------- | ------------------------------- |
| SR       | Charlie Mathis | Guido Levetto |               | Alfa Romeo Giulietta SV    | Rang 20                         |
| P        | Ken Miles      | Lloyd Ruby    |               | Ford GT40                  | Gesamtsieg                      |
| GT + 3.0 | Jo Schlesser   | Harold Keck   | Bob Johnson   | Shelby Cobra Daytona Coupe | Rang 2                          |
| GT 3.0   | Bob Hurt       | Peter Clarke  | Charlie Hayes | Ferrari 250 GTO            | Rang 7                          |
| GT 2.5   | Dana Kelder    | Ara Dube      |               | Triumph TR3                | Rang 14                         |
| GT 2.0   | Charlie Kolb   | Roger Heftler |               | Porsche 904 GTS            | Rang 5                          |
| GT 1.6   | David McClain  | Larry Perkins | Leland Dieas  | Porsche 356 SC             | Rang 11                         |

### Renndaten
- Gemeldet: 53
- Gestartet: 42
- Gewertet: 21
- Rennklassen: 7
- Zuschauer: unbekannt
- Wetter am Renntag: kühl und trocken
- Streckenlänge: 6,132 km
- Fahrzeit des Siegerteams: 12:27:09,000 Stunden
- Gesamtrunden des Siegerteams: 327
- Gesamtdistanz des Siegerteams: 2001,010 km
- Siegerschnitt: 160,691 km/h
- Pole Position: John Surtees – Ferrari 330P2 (#77) – 2:00,600 = 183,032 km/h
- Schnellste Rennrunde: Walt Hansgen – Ferrari 330P (#88) – 2:01,800 = 184,560 km/h
- Rennserie: 1. Lauf zur Sportwagen-Weltmeisterschaft 1965